# Enantia lina

Enantia lina, a branca que imitava a branca ou lina que imita a branca, é uma borboleta da família Pieridae. É encontrada no México e na maior parte da América do Sul.

## Subespécies
As seguintes subespécies são reconhecidas:
- E. l. lina
- Enantia lina psamanthe (Fabricius, 1793) (Uruguai, Brasil: Rio de Janeiro, Bahia, Rio Grande do Sul, Mato Grosso do Sul)
- E. l. mercenaria (C. & R. Felder, 1861) (Panama, Venezuela, Colombia)
- E. l. aphrodite (C. & R. Felder, 1865) (Brasil: Espírito Santo, Minas Gerais)
- E. l. galanthis (Bates, 1861) (Equador, Peru, Bolivia, Brasil: Amazonas)
- E. l. acutipennis Butler, 1896 (Trinidad)
- E. l. marion Godman & Salvin, [1889] (Mexico, Guatemala, Nicaragua, Panama)
- E. l. versicolora (Fruhstorfer, 1912) (Brasil: Pernambuco)
- E. l. virna Lamas, 2003 (Mexico)

## Galeria

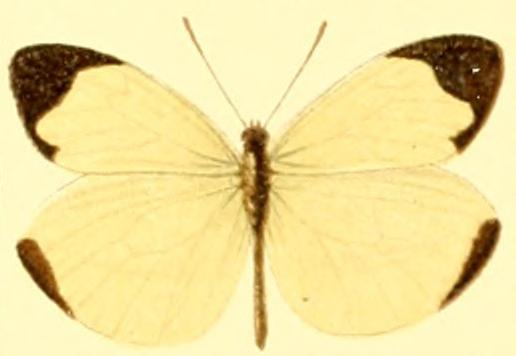
E. l. aphrodite macho
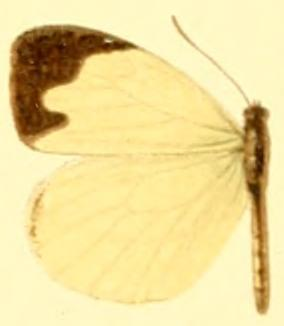
E. l. aphrodite fêmea
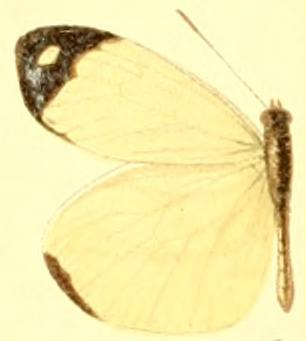
E. l. psamanthe macho
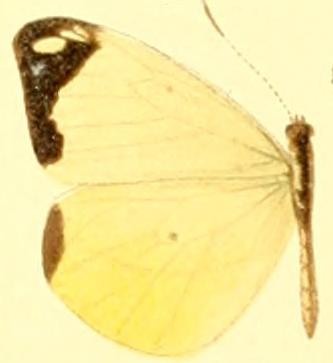
E. l. psamanthe fêmea
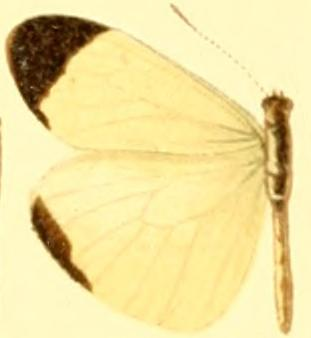
E. l. mercenaria macho
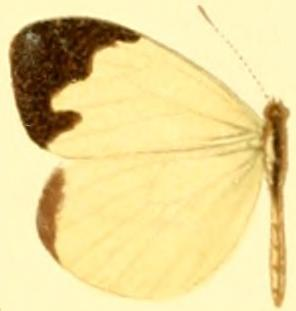
E. l. mercenaria fêmea
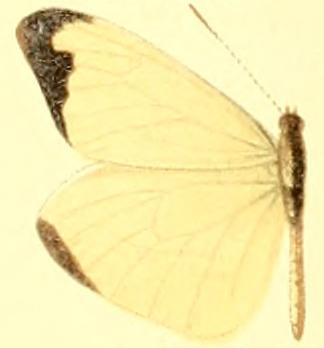
E. l. marion macho
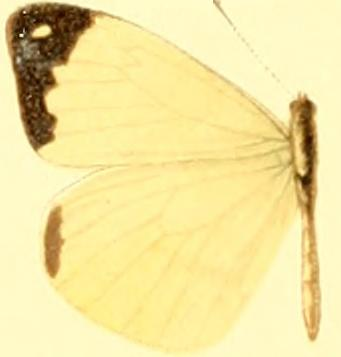
E. l. marion fêmea